# Límite de Lyman
El límite de Lyman es el extremo de longitud de onda corta de la Serie de Lyman del hidrógeno, a 91,2 nm (912 Å). Corresponde a la energía requerida por un electrón en el estado fundamental de hidrógeno para escapar de la barrera de potencial eléctrico que lo confinó originalmente, creando así un ion de hidrógeno. Esta energía es equivalente a la constante de Rydberg.